# شنا در المپیک تابستانی ۱۹۱۲

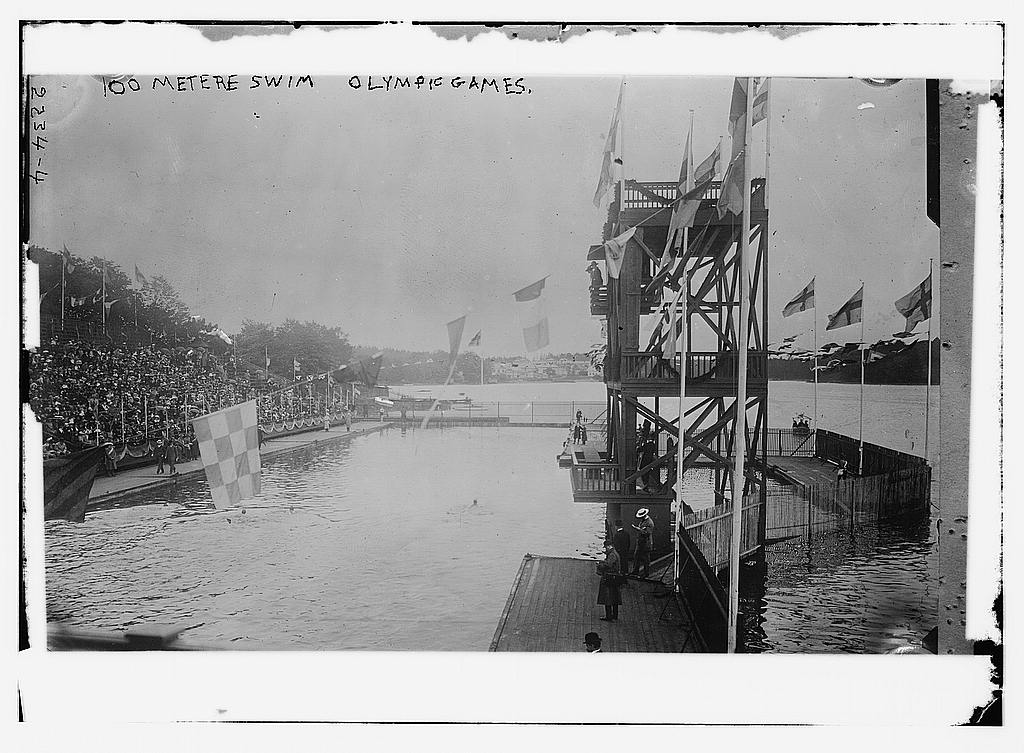
مسابقه شنا در المپیک ۱۹۱۲

شنا یکی از ورزش‌های بازی‌های المپیک تابستانی ۱۹۱۲ بوده که از ۶ تا ۱۲ ژوئیه ۱۹۱۲ در دو بخش مردان و زنان برگزار شده است.

## جدول مدال‌ها
| رتبه           | کشور                      | طلا | نقره | برنز | مجموع |
| -------------- | ------------------------- | --- | ---- | ---- | ----- |
| ۱              | آلمان (GER)               | ۲   | ۳    | ۲    | ۷     |
| ۲              | استرالزی (ANZ)            | ۲   | ۲    | ۲    | ۶     |
| ۳              | ایالات متحده آمریکا (USA) | ۲   | ۱    | ۱    | ۴     |
| ۴              | کانادا (CAN)              | ۲   | ۰    | ۰    | ۲     |
| ۵              | بریتانیای کبیر (GBR)      | ۱   | ۲    | ۳    | ۶     |
| ۶              | سوئد (SWE)                | ۰   | ۱    | ۰    | ۱     |
| ۷              | اتریش (AUT)               | ۰   | ۰    | ۱    | ۱     |
| مجموع (۷ کشور) | مجموع (۷ کشور)            | ۹   | ۹    | ۹    | ۲۷    |

## نتایج

### مردان
| بازی‌ها                | طلا                                                                       | نقره                                                                            | برنز                                                                        |
| ۱۰۰ متر آزاد          | دوک کاهاناموکو (USA)                                                      | سسیل هیلی (ANZ)                                                                 | کن هاسا (USA)                                                               |
| ۴۰۰ متر آزاد          | جرج هاجسون (CAN)                                                          | جک هتفیلد (GBR)                                                                 | هارولد هاردویک (ANZ)                                                        |
| ۱۵۰۰ متر آزاد         | جرج هاجسون (CAN)                                                          | جک هتفیلد (GBR)                                                                 | هارولد هاردویک (ANZ)                                                        |
| ۱۰۰ متر کرال پشت      | هری هبنر (USA)                                                            | اتو فاهر (GER)                                                                  | پاول کلنر (GER)                                                             |
| ۲۰۰ متر قورباغه       | والتر باته (GER)                                                          | ویلهلم لوتسوو (GER)                                                             | پاول مالیش (GER)                                                            |
| ۴۰۰ متر قورباغه       | والتر باته (GER)                                                          | تور هنینگ (SWE)                                                                 | پرسی کورتمن (GBR)                                                           |
| ۴×۲۰۰ متر آزاد امدادی | استرالزی (ANZ) · سسیل هیلی · مالکوم چمپیون · لزلی بوردمن · هارولد هاردویک | ایالات متحده آمریکا (USA) · کن هاسا · هری هبنر · پری مک‌گیلیوری · دوک کاهاناموکو | بریتانیای کبیر (GBR) · ویلیام فوستر · سیدنی بترزبی · جک هتفیلد · هنری تیلور |

### زنان
| بازی‌ها                | طلا                                                                | نقره                                                                   | برنز                                                                   |
| ۱۰۰ متر آزاد          | فانی دوراک (ANZ)                                                   | مینا وایلی (ANZ)                                                       | جنی فلچر (GBR)                                                         |
| ۴×۱۰۰ متر آزاد امدادی | بریتانیای کبیر (GBR) · بل مور · جنی فلچر · آنی اسپیرس · آیرن استیر | آلمان (GER) · واتراود درسل · لوئیزه اتو · هرمینه اشتینت · گرته روزنبرگ | اتریش (AUT) · مارگارت آدلر · کلارا میلش · یوزفینه استیکر · برتا زاهورک |

## کشورهای شرکت‌کننده
در مجموع ۱۲۰ شناگر (۹۳ مرد و ۲۷ زن) از ۱۷ کشور جهان در این مسابقات شرکت کرده بودند:
- استرالزی (۹) (مرد:۷ زن:۲)
- اتریش (۸) (مرد:۳ زن:۵)
- بلژیک (۵) (مرد:۴ زن:۱)
- کانادا (۱) (مرد:۱ زن:۰)
- دانمارک (۱) (مرد:۱ زن:۰)
- فنلاند (۶) (مرد:۴ زن:۲)
- فرانسه (۳) (مرد:۳ زن:۰)
- آلمان (۱۷) (مرد:۱۳ زن:۴)
- بریتانیای کبیر (۱۸) (مرد:۱۲ زن:۶)
- یونان (۱) (مرد:۱ زن:۰)
- مجارستان (۸) (مرد:۸ زن:۰)
- ایتالیا (۲) (مرد:۲ زن:۰)
- نروژ (۵) (مرد:۴ زن:۱)
- روسیه (۴) (مرد:۴ زن:۰)
- آفریقای جنوبی (۱) (مرد:۱ زن:۰)
- سوئد (۲۴) (مرد:۱۸ زن:۶)
- ایالات متحده آمریکا (۷) (مرد:۷ زن:۰)